# 毛庄天主圣神堂
35°55′29″N 116°22′59″E / 35.924839°N 116.38292°E
毛庄天主圣神堂或称毛庄天主堂、毛庄教堂，是一所位于中国山东省东平县毛庄村的天主教堂，该教堂系德国传教士于1932年修建（一说1929年），1934年教堂建成。该教堂坐北朝南，教堂墙体采用青砖，屋顶则采用灰瓦，面积约328平方米。该教堂受平阴县胡庄总堂管辖。1985年1月14日，毛庄教堂列入东平县县级文物保护单位。

## 图集
- 教堂门口
- 主体建筑
- 教堂内景
- 圣水池